# Le Tailleur de Torjok
Le Tailleur de Torjok (Закройщик из Торжка, Zakroyshchik iz Torzhka) est un film muet soviétique réalisé par Yakov Protazanov, sorti en 1925. 
Le film met en vedette Igor Ilinski et également Vera Maretskaïa dans son premier film.

## Synopsis
En Russie soviétique des années 1920, à l'époque de la NEP (Nouvelle politique économique), dans une petite ville de province, Petya Petelkin est un humble tailleur travaillant dans l'atelier de couture de la veuve Shirinkina. Celle-ci va se marier avec son employé et Petya achète un billet de loterie, espérant gagner pour pouvoir offrir un cadeau.
Il gagne le gros lot, se met à rêver de sa propre boutique, mais le billet gagnant disparaît et passe de main en main. C'est le début d'un enchaînement d'aventures comiques. Petya est à deux doigts de se suicider, mais finalement, tout se termine bien.

## Fiche technique
- Titre : Le Tailleur de Torjok
- Titre original : Закройщик из Торжка
- Réalisation : Yakov Protazanov
- Scénario : Valentin Turkin
- Cinématographie : Pyotr Yermolov
- Studio : Mezhrabpom-Rus
- Date de sortie : 1925
- Durée : 65 minutes
- Pays : Union soviétique
- Langue : film muet (intertitres russes)
- Genre : comédie

## Distribution

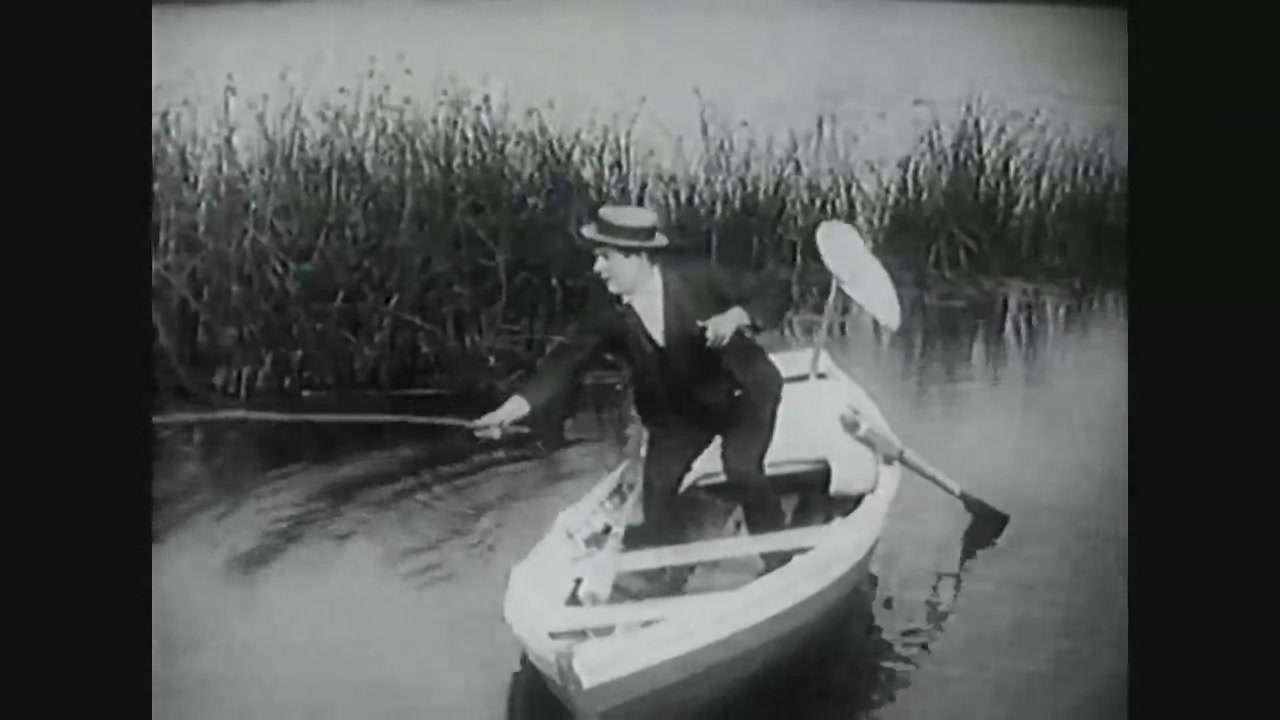
Igor Ilinski, image extraite du film.

- Igor Ilinski : Petya Petelkin, le tailleur
- Olga Zhiznyeva : la jeune dame
- Anatoli Ktorov : le jeune homme
- Vera Maretskaïa : Katya, la femme de ménage
- Lidiya Deikun : la veuve Melania Shirinkina (Braguette-na)
- Iosif Tolchanov : le deuxième commerçant
- Serafima Birman : le voisin de Shirinkina
- Eva Milyutina : la voisine de Shirinkina
- Vladimir Uralsky : le syndicaliste de l'Union des travailleurs

## Commentaires
Le film était initialement prévu comme une publicité pour un emprunt d'État, mais est rapidement devenu une comédie excentrique et satirique.